# هالگیر برندن
هالگیر برندن (انگلیسی: Hallgeir Brenden؛ ۱۰ فوریه ۱۹۲۹ – ۲۱ سپتامبر ۲۰۰۷) اسکی‌باز صحرانوردی اهل نروژ بود.
وی در مسابقات کشوری و بین‌المللی در مجموع برندهٔ ۲ مدال طلا، ۲ مدال نقره شده‌است.